# Репаблик (Мисури)
Репаблик (енгл. Republic) град је у америчкој савезној држави Мисури.

## Демографија
По попису из 2010. године број становника је 14.751, што је 6.313 (74,8%) становника више него 2000. године.
| Група             | 2000.         | 2010.          |
| Белци             | 8.157 (96,7%) | 13.925 (94,4%) |
| Афроамериканци    | 20 (0,2%)     | 97 (0,7%)      |
| Азијати           | 41 (0,5%)     | 81 (0,5%)      |
| Хиспаноамериканци | 88 (1,0%)     | 320 (2,2%)     |
| Укупно            | 8.438         | 14.751         |